# Podilbrücke
Die Podilbrücke (ukrainisch Подільський мостовий перехід) ist eine im Bau befindliche (2022) Straßen- und Eisenbahnbrücke über den Dnepr in der ukrainischen Hauptstadt Kyiw.
Sie ist das zentrale Bauwerk eines insgesamt 7,4 km langen Verkehrsprojektes, das das am rechten (westlichen) Dneprufer nördlich des Stadtzentrums gelegene Stadtviertel Podil und seine Umgebung mit den auf seiner linken (östlichen) Seite gelegenen Wohngebieten Woskressenka (Воскресенка) und Trojeschtschyna (Троєщина) des Rajon Desna verbinden und aus einer Stadtautobahn und der geplanten Linie Podilsko-Wyhuriwska der Metro Kyiw bestehen wird.

## Geschichte
Erste Planungen für eine Flussbrücke zwischen dem Rajon Podil und dem linksufrigen Gebiet der Stadt Kyiw begannen noch zur Zeit der Sowjetunion. Kurz nach der Unabhängigkeit der Ukraine wurde von der Stadtverwaltung ein erstes Bauprojekt genehmigt, jedoch wegen finanzieller Schwierigkeiten nicht ausgeführt. Erst im Masterplan von Kyiw für die Periode 2005 bis 2020 erscheint die Brücke wieder als Teil der städtischen Verkehrsinfrastruktur. 2003 begannen die Vorbereitungsarbeiten auf der Truchaniw-Insel im Dnepr. Das neue Projekt des ukrainischen Bauingenieurs Heorhij Fuks (1927–2008) wurde 2004 genehmigt. In diesem Jahr begann der Bau einer Brücke von der Truchaniw-Insel zum Festland auf der linken (östlichen) Seite des Flusses. Nach dem anfänglichen Zeitplan sollte die Podilbrücke 2007 fertiggestellt sein, doch verzögerten technische und auch erneute finanzielle Probleme das Bauvorhaben.
2007 war eine Verbindungsbrücke von der Rybalskyj-Insel zum Stadtgebiet Podil beim Flusshafen von Kyiw fertig gebaut. Werften, Wohnsiedlungen und auch die Hafenverwaltung mussten dem Bau der Hochbrücke und Zufahrtsrampen weichen.
2009 begannen die Bauarbeiten am Hauptbogen zwischen der Truchaniw-Insel und der Rybalskyj-Insel. Zu diesem Zeitpunkt war für die Fertigstellung des Bauwerks das Jahr 2011 vorgesehen. Weil sich die Expropriation des für die Brücke und die Metrolinie benötigten Baulandes im intensiv genutzten Datschenquartier von Woskressenka links des Dnepr wegen des Widerstands der Grundstückbesitzer verzögerte, wurde wenig später die voraussichtliche Eröffnung des Bauwerks auf 2016 verlegt.

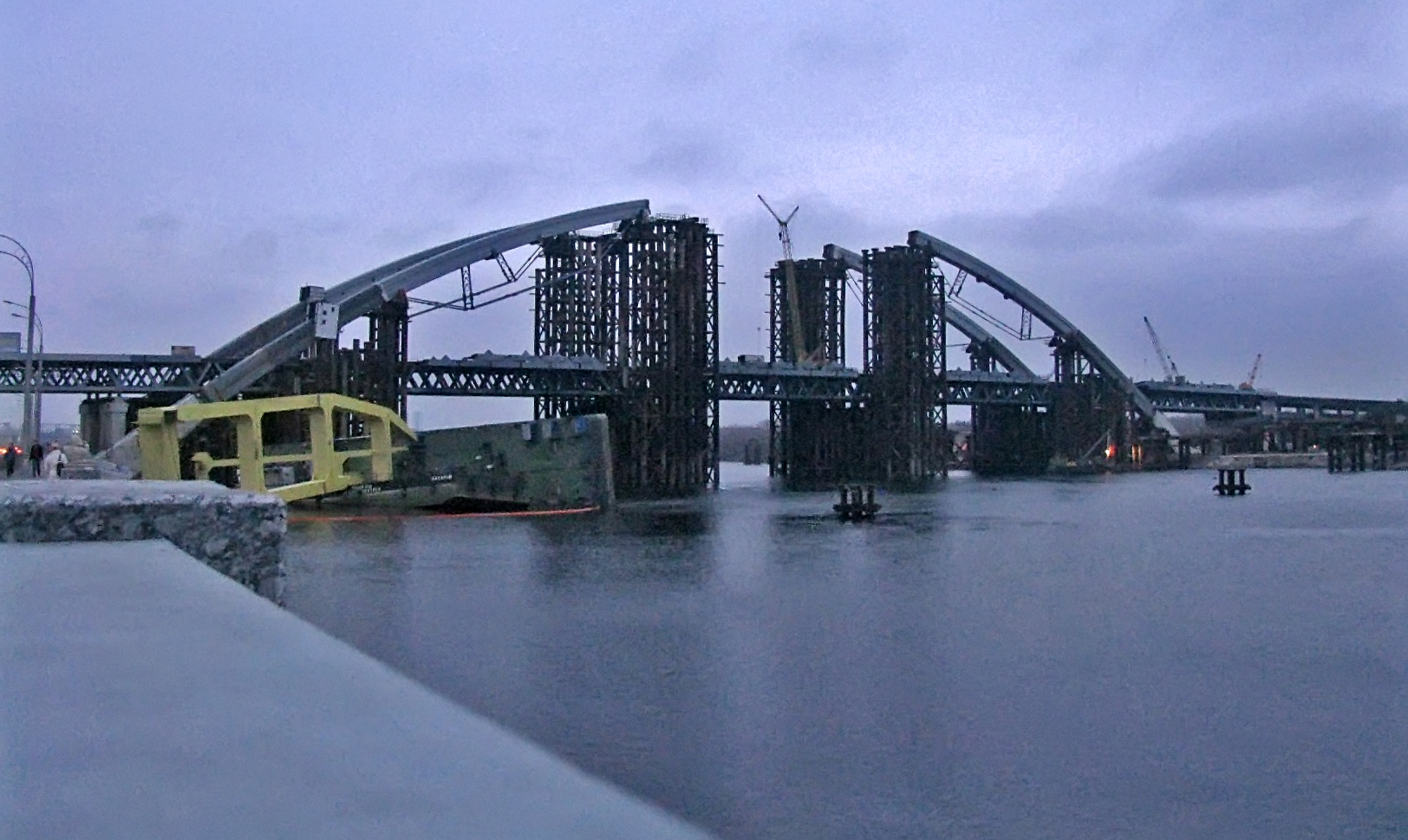
Baustelle der Podilbrücke im Jahr 2011 mit einem verunglückten Schwimmkran

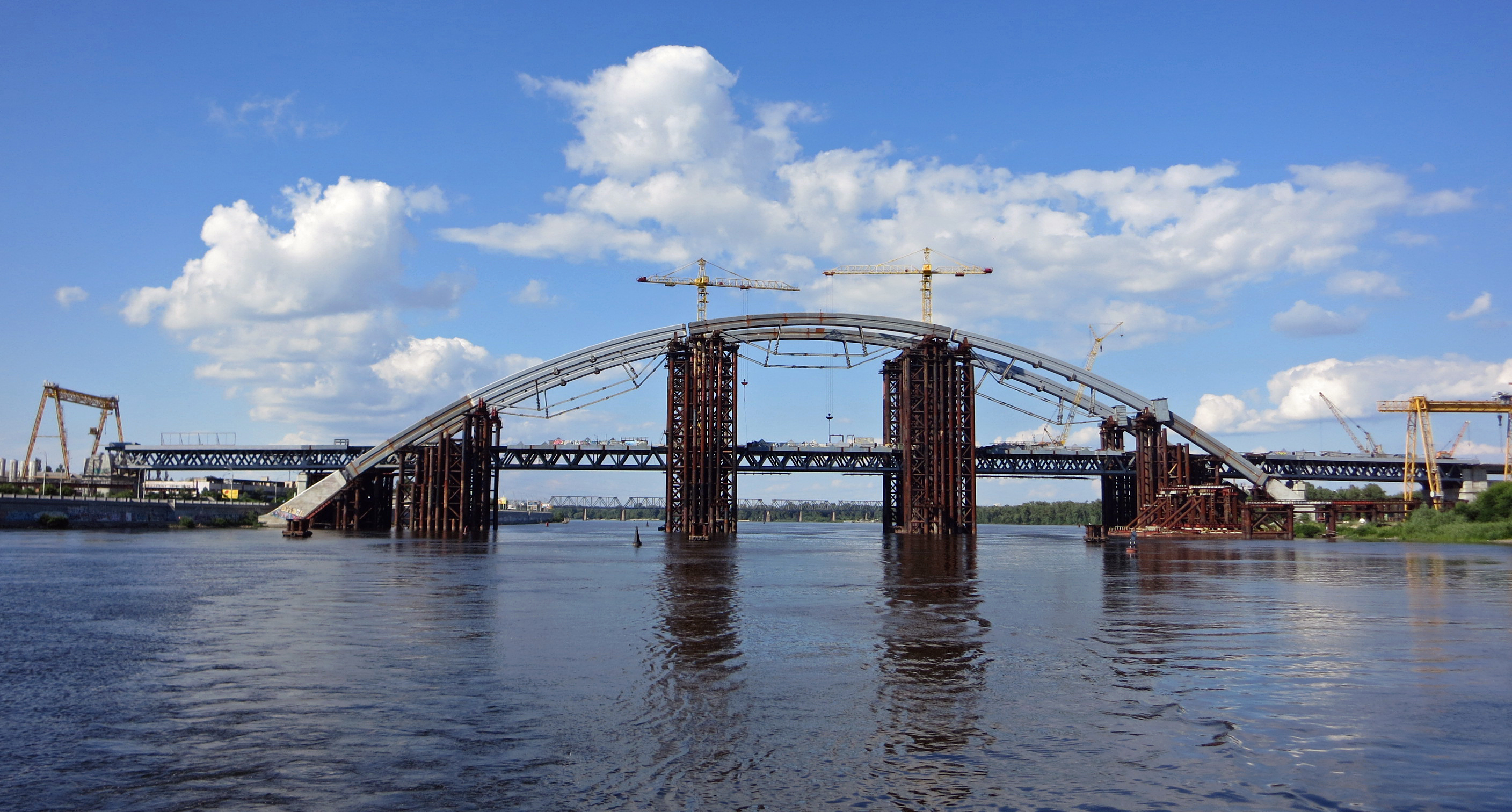
Bauzustand der Hauptbrücke 2014

Am 19. Juni 2014, kurz nach den Euromaidan-Protesten in Kiew, war der Hauptbogen der Podilbrücke fertig montiert. Doch erst im Jahr 2016 gingen die Bauarbeiten weiter. 2019 informierte der Bürgermeister von Kiew, Vitali Klitschko, über die neue Planung, dass die Brücke Ende 2020 fertig sein würde. Nach weiteren Verzögerungen war die Brücke jedoch auch zu Beginn des Jahres 2022 noch nicht betriebsbereit.

## Baukonzept
Das Verkehrsprojekt besteht aus mehreren Bauabschnitten mit einer Gesamtlänge von ungefähr 7,4 km. Im Einzelnen sind dies, von Westen nach Osten:
| Anschlussbrücken in Podil                                                              | 1571 m |
| Brücke über das Hafenbecken                                                            | 0588 m |
| Viadukt auf der Rybalskyj-Halbinsel                                                    | 0531 m |
| Bogenbrücke über den Dnepr                                                             | 0484 m |
| Viadukt über die Truchaniw-Insel                                                       | 0956 m |
| Brücke über den Flussarm Desenka (Chortori)                                            | 0316 m |
| Viadukt über die Horbatschycha-Grünanlagen                                             | 0707 m |
| Damm und U-Bahnstrecke durch die Kleingartenanlage Russaniwski Sady (Русанівські Сади) | 0850 m |
| Anschlussbrücke in Woskressenka                                                        | 0803 m |
| Straßen- und Bahnanbindung in Woskressenka                                             | 0594 m |
| Gesamte Länge                                                                          | 7400 m |

All Brücke und Viadukte mit Ausnahme der beiden Anschlussbrücken sind Doppelstockbrücken, die auf der oberen Ebene eine sechsspurige Stadtautobahn und auf der unteren Ebene die beiden Gleise der U-Bahn und drei große Wasserleitungen tragen.
Die eigentliche Podilbrücke über den Dnepr ist 484 m lang und 35,12 m breit. Ihre beiden Bögen haben eine Stützweite von 344 m und eine Pfeilhöhe von 66,1 m. Sie sind stählerne Hohlkästen, mit Ausnahme der Bogenansätze aus Stahlbeton. Ihr zweistöckiger Fahrbahnträger ist eine Konstruktion aus orthotropen Platten. Er wird von leicht schräg angeordneten Hängern getragen, die in Abständen von 8 m an ihm verankert sind. Er liegt 17,9 m über dem normalen Wasserstand bzw. 11,4 m über dem Hochwasser.